# Битка за Лозницу
Битка за Лозницу или битка на Тичару пољу је битка која је вођена 5. и 6. октобра по старом календару, односно 17. и 18. октобра 1810. године по новом.

## Увод
Око 30.000 Турака под командом Али-паше Видајића спустило се низ Дрину шајкама до Тичара поља, близу Лознице. Утврђене градске бедеме бранило је 1.200 Срба које је предводио лознички војвода Антоније Анта Богићевић. Процењујући да неће успети да одоли турским нападима, војвода Анта се обратио за помоћ Луки Лазаревићу.
Пошто је извештен о опсади Лознице и када је одбио Хасид-пашу са Мораве, Карађорђе је упутио писмо Петру Добрњцу, тражећи од њега појачање.
 Не оклевај ни минута. Сваки минут вреди, до тога је јако стало хоће ли ми војска минут раније на Дрину стићи.
У помоћ је стигло око 10.000 бораца — Лука Лазаревић и Јаков Ненадовић са војском Шабачке и Ваљевске нахије. Пресудна битка почела је ујутро 6. октобра 1810. Борба голим сабљама трајала је око два сата. Победу је извојевала српска војска. Током последња два дана погинуо је 121 српски борац, а њих 178 је рањено, док је по историјским списима било три пута више погинулих и рањених Османлија.
О бици је касније Карађорђе известио Милана Обреновића:
| „ | Изашли у поље и Турци и ми, те смо се побили страшно из топа и пушака, за осам сати да од ове битке веће било није. | ” |

Познати гуслар Филип Вишњић опевао је ову битку у истоименој песми „Бој на Лозници”. Ова победа српске војске спада у ред најзначајнијих у Првом српском устанку.
У овом боју је рањен Цинцар Јанко Поповић, његов мегдан на Тичару је опевао Сима Милутиновић Сарајлија у спеву „Сербијанка”.

## Шанац
После ослобођења Лознице од Турака у пролеће 1807. године, по наређењу Јакова Ненадовића, изграђен је шанац неправилног четвртастог облика, димензија 120 са 105 метара. Шанац је имао бунар, магацин за муницију, спаваоницу, цркву, спремиште за храну, тунел који је водио до реке Штире, пет топовских места окренутих према Дрини и могао је да прими до 2.000 војника. На њему су била два одбрамбена бедема, висине до 12 метара, а дебљине око 10 метара. Лознички шанац је скоро у потпуности очуван и спада у ретке фортификационе радове који су у потпуности очувани. Може се сматрати најочуванијим шанцем из периода устанка. Данас се на истом месту налазе стара лозничка црква, гроб војводе Анте Богићевића и основна школа, која носи његово име.

## Прослава 200годишњице
Централна прослава два века од боја на Лозници, поред представника Републике Србије, Владе, Народне Скупштине, Војске Србије и дипломатског кора, прославу је увеличао и долазак Његове Светости Патријарха српског Г. Иринеј 6. октобра 2010 у Лозници. Патријарх српски је том приликом изјавио: Бој на Лозници, у коме је српска војска 1810. године извојевала једну од највећих победа у Првом српском устанку, представља светао пример српске слоге, за разлику од неких других бојева Након Литургије којом су началствовали Преосвећена Господа Епископи — Шабачки Г. Лаврентије и Сремски Г. Василије, уследио је помен пострадалим српским устаницима из 1810.